# Velikaja (serie televisiva)
Velikaja (in russo Великая, letteralmente "La Grande") è una serie televisiva russa incentrata sulla vita di Caterina II, interpretata da Julija Snigir', dal momento del suo arrivo in Russia fino alla sua incoronazione a imperatrice.